# Saffron Hill Cemetery (Leicester)
Saffron Hill Cemetery – cmentarz wielowyznaniowy położony w mieście Leicester w Wielkiej Brytanii, otwarty pod koniec XIX wieku, czynny. Na cmentarzu znajdują się wiele polskich grobów. Cmentarz ma wydzielone miejsce na pochówek dzieci. Na obszarze cmentarza znajduje się muzułmański dom modlitewny. Cmentarz posiada park i ogród o znaczeniu historycznym klasy II. Opiekę nad cmentarzem sprawuje Urząd Miasta (Leicester City Council) oraz wolontariat Saffron Garden of Peace Group.